# Безграничный Бэтмен: Нашествие монстров
«Безграничный Бэтмен: Нашествие монстров» (англ. Batman Unlimited: Monster Mayhem) — второй мультипликационный фильм из серии «Безграничный Бэтмен», предназначенный для домашнего просмотра. Премьера фильма состоялась 18 августа 2015 года.

## Сюжет
В Хэллоуин на улицах Готэм-сити бесчинствуют Пугало, Соломон Гранди, Серебряная Банши и Глиноликий. Бэтмен, Красный Робин, Найтвинг и Зелёная Стрела пытаются остановить их, но преступникам удаётся скрыться.
Глиноликий похищает из собственного офиса программиста Гого Шото, занимающегося производством игр на основе виртуальной реальности. Джокер замыслил создать вирус, который выведет из строя всю электронику.
По приказу Джокера, Соломон Гранди похищает мощный энергоблок. Бэтмен на мотоцикле, трансформированном из кибернетического волка, созданного доктором Кирком Лэнгстромом, пускается в погоню, но его снова постигает неудача.
На светском вечере, посвящённом находке энергетического камня, Брюс Уэйн знакомится с Киборгом. Внезапно появляется Джокер со своими подручными и похищает реликвию. Бэтмен пускается за ним в погоню, но Джокер снова ускользает. Киборг терпит поражение от Глиноликого и вместе с мотоциклом и самолётом Бэтмена попадает в руки преступников, которые заражают их вирусом.
Проведя анализ, Бэтмен с соратниками установливает местонахождение банды Джокера, где против них сражаются Киборг и бэттехника. Предотвратив распространение вируса, герои побеждают злодеев.

## Роли озвучивали
- Бэтмен — Роджер Крейг Смит
- Джокер — Трой Бейкер
- Киборг — Хари Пейтон
- Красный Робин — Юрий Ловенталь
- Зелёная Стрела — Крис Диамантопулос
- Найтвинг — Уилл Фридел
- Пугало — Брайан Т. Делани
- Глиноликий — Дейв Би Митчелл
- Соломон Гранди — Фред Таташор
- Серебряная Банши — Кэри Вюрер
- Гого Шото — Ноэль Фишер
- Альфред Пенниуорт — Нил Дункан
- Комиссар Гордон — Ричард Эпкар
- Houston Raines / Arkham Guard #1 / Young man dressed as Batman / Child / Father — Эрик Бауза

## Номинации
- В 2015 году композитор фильма Кевин Рипл был номинирован на премию «Энни» в категории «Выдающиеся заслуги в музыке к мультфильму»[2][3].
- В 2015 году на премии «Behind the Voice Actors Awards» фильм был номинирован в категории «Лучший актёрский состав»[4][5], а Кэри Вюрер за озвучивание Серебряной Банши в категории «Лучшая актриса озвучивания»[6].

### Рецензии
- Review by Randall Cyrenne (англ.)
- Review by MARC-ALAIN POIRIER (фр.)
- Review by Monica Meijer (нид.)
- Review by Heath Holland (англ.)
- HALLOWEEN COMES EARLY THIS YEAR WITH BATMAN UNLIMITED: MONSTER MAYHEM (англ.)
- Review by Bubbawheat (англ.)
- Review by Sean Markey (англ.)
- Warner Bros. Cartoon Party (англ.)